# Geschichte des Staatenbundes Serbien und Montenegro

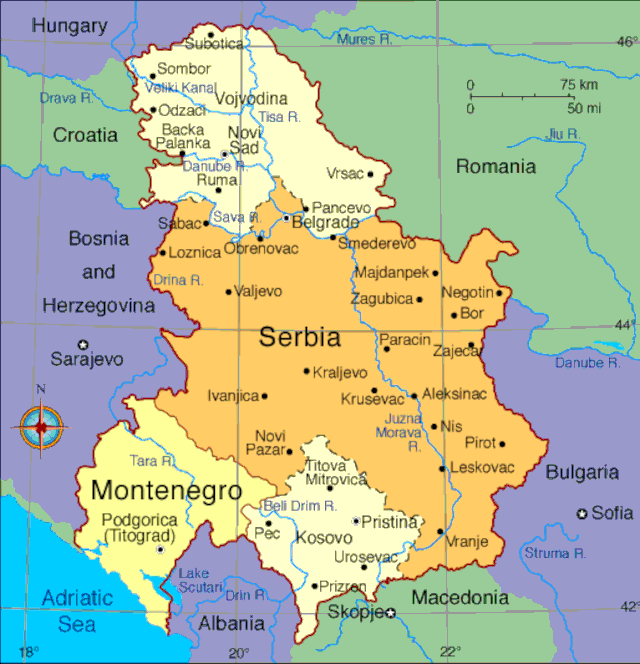
Serbien und Montenegro mit den Autonomen Provinzen Vojvodina und Kosovo und Metochien (1997)

Die Staatengemeinschaft Serbien und Montenegro ersetzte am 4. Februar 2003 die bis dahin bestehende Bundesrepublik Jugoslawien. Diese Umwandlung trat durch Parlamentsbeschluss in Kraft.
Die Mitgliedstaaten dieser Staatenunion, eines sehr losen, staatenbundähnlichen Zusammenschlusses, bei dem nahezu alle Kompetenzen bei den Teilstaaten lagen, waren keine eigenständigen Mitglieder der UNO, sondern hatten in der Generalversammlung einen gemeinsamen Sitz.
Es bestand ein gemeinsames Parlament, die sogenannte „скупштина“ (Skupština Srbije i Crne Gore – Versammlung von Serbien und Montenegro) mit 126 Abgeordneten und einige weitere gemeinsame Institutionen wie ein gemeinsamer Präsident und ein gemeinsamer Ministerrat, der fünf Ministerien umfasste (Verteidigung, Außenpolitik, Außenwirtschaftliche Beziehungen, Binnenwirtschaftliche Harmonisation, Bürger- und Minderheitenrechte). Das serbisch-montenegrinische Parlament tagte in Belgrad; das Verfassungsgericht hatte seinen Sitz in Podgorica. Staatsflagge und Staatswappen wurden von der Bundesrepublik Jugoslawien übernommen, die Staatshymne war weiterhin jene der Sozialistischen Föderativen Republik Jugoslawien.
Am 7. März 2003 wählte die Versammlung von Serbien und Montenegro den Montenegriner Svetozar Marović (DPS) zum Präsidenten des Staatenbundes Serbien-Montenegro, der auch die Funktion des Regierungschefs übernahm.
Am 4. März 2005 lief das Mandat der Abgeordneten der Unionsversammlung aus. Die Teilrepubliken hatten sich zuvor nicht über eine Neuwahl einigen können. Seitdem war der Status des Parlaments ungeklärt; jedenfalls war damit ein Teil der Verfassungscharta von 2003 faktisch außer Kraft gesetzt.
Die Teilstaaten hatten jeweils eine eigene Wirtschaftspolitik und Währung. Im Zuge der Umgründung wurde der ehemalige „Jugoslawische Neue Dinar“ (YUM) in Serbischer Dinar (CSD) umbenannt und von Serbien mit unveränderten Umrechnungskursen als Landeswährung übernommen. Montenegro führte nach jahrelanger Verwendung der Deutschen Mark den Euro als gesetzliches Zahlungsmittel ein.
Zwischen beiden Ländern bestanden bereits seit längerem Zollkontrollen.
Am 21. Mai 2006 votierte die montenegrinische Bevölkerung in einem Referendum mit 55,5 Prozent Ja-Stimmen (Wahlbeteiligung 86,3 %) für die Eigenstaatlichkeit des Landes. Damit wurde die von der Europäischen Union geforderte Marke von 55 Prozent der Ja-Stimmen erreicht. Gleich am Tag nach der Abstimmung teilte der EU-Außenbeauftragte Javier Solana mit, dass die Europäische Union die Entscheidung der Mehrheit der montenegrinischen Bevölkerung für einen unabhängigen Staat „voll respektieren“ werde. Am 3. Juni 2006 wurde die Entscheidung vom Parlament Montenegros offiziell bestätigt und die Unabhängigkeit des Landes erklärt. Dies besiegelte das Ende der staatlichen Gemeinschaft Serbien und Montenegro.
Das serbische Parlament verabschiedete am 5. Juni seinerseits eine Deklaration, in der das Ende der Existenz von Serbien-Montenegro festgestellt wurde; es erklärte Serbien zum völkerrechtlichen Rechtsnachfolger der Union. Die staatlichen Institutionen Serbiens wurden aufgefordert, binnen 45 Tagen die Aufgaben der Union zu übernehmen. Gemäß der Verfassungscharta von Serbien-Montenegro ist Serbien alleiniger Rechtsnachfolger der Union, während Montenegro als jener Teilstaat, der aus der Union ausgetreten ist, alle international gültigen Verträge selbst neu abschließen muss.